# Zona maritimoterrestre
Una zona maritimoterrestre (ZMT) és un dels espais que integren domini públic maritimoterrestre. Això vol dir que no tot el domini públic maritimoterrestre és zona maritimoterrestre, però la zona maritimoterrestre és sempre domini públic maritimoterrestre.

## Espais que en formen part
1. La franja de terreny que poden aconseguir les ones del mar en els forts temporals coneguts. És a dir, no només on arriben habitualment les ones, sinó fins on poden arribar en situacions extraordinàries, molt poc freqüents. Per aquesta raó, en molts llocs el domini públic maritimoterrestre i, concretament la ZMT, pot arribar a zones situades a una cota bastant superior al màxim nivell de la marea.[1]
2. Tots els aiguamolls costaners, com estuaris, aiguamolls, albuferes, marjals, llacunes interiors, saladars, terrenys baixos situats per sota del nivell del mar susceptibles de ser inundats per l'aigua del mar, o en els que emanin les seves aigües per filtració.[1]
3. La ZMT s'estén també al llarg de les marges dels rius fins on es faci sensible l'efecte de la marea.[1]

## Domini públic maritimoterrestres
La Constitució espanyola assenyala que la zona maritimoterrestre, les platges, les aigües interiors, el mar territorial i els recursos naturals de la zona econòmica i la plataforma continental són béns del Domini públic maritimoterrestre (DPMT), i la Llei de costes precisa aquests conceptes.
Per tant, és la Constitució i, a la seva empara, la Llei de costes, la que determina l'existència dels béns de DPMT. Aquest és un domini públic natural, de manera que els béns que l'integren ho fan per les seves característiques naturals, no per l'afectació a cap fi concret. No depèn, per tant, de la discrecionalitat administrativa que un bé sigui o no de DPMT, sinó que hi han de concórrer les característiques previstes en els articles 3, 4 i 5 de la Llei de costes.
A part del mar territorial i altres béns situats en el mar i en el llit marí, a la franja maritimoterrestre cal incloure els penya-segats sensiblement verticals fins a la seva coronació, els illots que no siguin propietat privada, els terrenys guanyats al mar per causes naturals o artificials, o els terrenys que van ser delimitats en algun moment i que han perdut les seves primitives característiques naturals per qualsevol causa.